# Artillería naval de la Armada de Chile
La artillería naval de la Armada de Chile es toda aquella artillería naval que la nación chilena posee en los buques de guerra que operan al servicio de su armada.

## Historia

### Siglo XIX

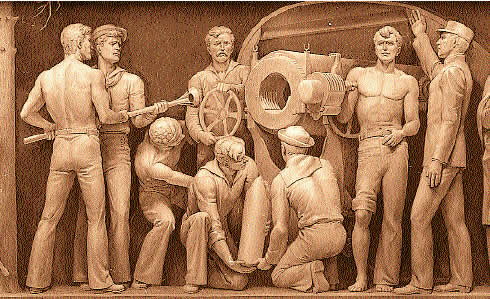
Dotación cargando un cañón.

En los años de la independencia y formación de la primera Escuadra, el armamento de las naves era el usual de las naves europeas.
Hasta el siglo XIX el alcance y precisión de la artillería eran muy reducidas. En Chile desde la guerra de la Independencia hasta la Guerra del Pacífico la artillería naval era de avancarga tradicional. En la Guerra del Pacífico la artillería de todos los buques y los de la defensa de costa estaba conformada por cañones rayados de avancarga que disparaban proyectiles cilindro-ojivales.
La revolución industrial trajo enormes progresos a la artillería. Desarrollo de los cierres de retrocarga, permitiendo la carga del proyectil por la parte posterior del cañón, cañón estriado que mejoró la precisión del tiro al hacer rotar el proyectil en su trayectoria e incrementó su alcance. Estos adelantos se emplearon en Chile después de la Guerra del Pacífico cuando se modernizaron la artillería de los fragatas blindadas “Blanco Encalada” y “Cochrane” quedando cada una con 6 cañones de 8", 4 cañones de 4,7", 4 cañones de 6 libras y 1 de 1 libra.
A fines del siglo XIX se incorporaron varios adelantos en la artillería: Cilindros de retroceso y sistema de vuelta en batería, incorporación de alzas y telescopios que mejoraron la puntería. El acorazado “Capitán Prat” construido en Francia en 1890 tenía toda su artillería principal y secundaria montada en torres: 4 cañones Canet de 9,4"/35 en torres simples, 8 cañones Canet de 4,7"/45 de tiro rápido en torres dobles, 6 cañones de 57 mm., 4 de 47 mm. y 10 de 37 mm.
De esa época y también construidos en Francia fueron los cruceros "Presidente Errázuriz" y "Presidente Pinto". El primero contaba con 4 cañones de 6"/45, y 2 cañones de 4,7"/45 El segundo con 4 cañones de 5,9"/36 y 2 cañones de 4,7"/36.
A fines del siglo se adquirió en Inglaterra la corbeta "General Baquedano" que poseía 4 cañones de 4,7"/45.

### Siglo XX

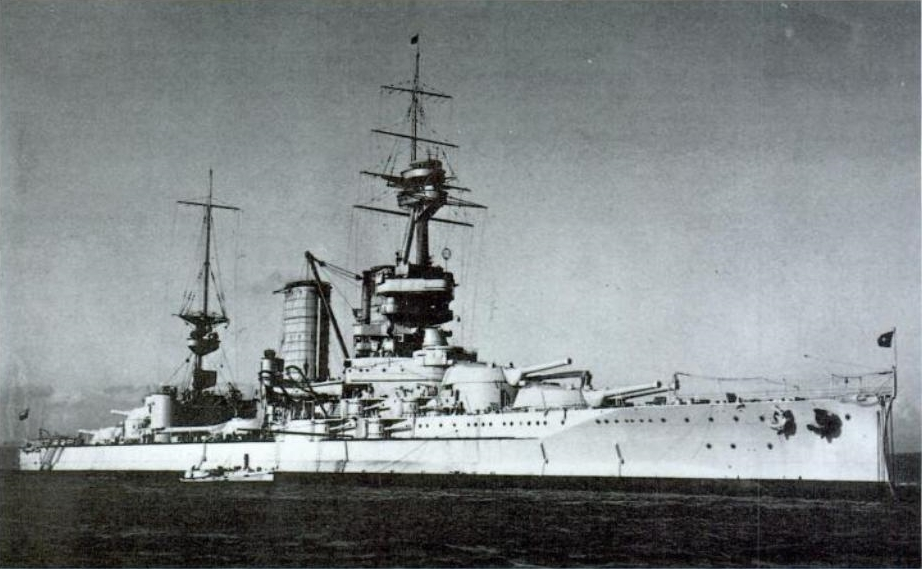
Acorazado Almirante Latorre

En 1902 se adquirió el crucero "Chacabuco" inicialmente con 2 cañones de 8"/45 y 10 cañones de 4,7"/40 los que posteriormente, en 1942, fueron cambiados por 6 cañones de 6"/50 y 10 ametralladoras de 20 mm.
Al llegar el siglo XX la Armada, en 1911, siguiendo el Plan Naval del Centenario encargó la construcción en Gran Bretaña de dos modernos acorazados y seis destructores además de otras unidades auxiliares. Con atraso, debido a la Primera Guerra Mundial, llegaron a Chile los mayores cañones navales que sirvieran a bordo de una nave de guerra en toda América Latina, estos fueron los cañones de 14 pulgadas o 356 milímetros del acorazado “Almirante Latorre”, montados en torres dobles controladas por modernos sistemas de control de fuego. Sus proyectiles tenían un peso de 720 kilos y un alcance sobre los 28 kilómetros y fueron por más de 40 años el pilar del poder naval chileno. Como dato cabe destacar que el acorazado Almirante Latorre fue la unidad de batalla clásica más poderosa, y de mayor desplazamiento, que haya operado nación iberoamericana alguna. Además Chile fue el único país, aparte de las grandes potencias en adquirir acorazados tras el fin de la IGM.
Este acorazado tenía una batería secundaria compuesta por 16 cañones de 6” o 152 milímetros. Estos cañones tenían proyectiles y cargas de proyección que pesaban alrededor de 50 kilos. Estuvieron en servicio en la Armada hasta bastante después de la venta del buque en 1956. Fueron empleados en la defensa de la costa en la zona norte de país hasta principios de los años 90.
Los cruceros “Zenteno” y “Chacabuco” estaban artillados con cañones de 4” o 101.6 mm diseñados a fines del siglo XIX. Este armamento continuó empleándose a bordo de los destructores clase Lynch y en la defensa de la costa, pero ya en 1910 su proyectil era pequeño para las defensas de las naves que se construían, por eso los destructores recibidos después de la Primera Guerra Mundial venían con el cañón de 4,7” o 120 mm de fabricación británica. Este cañón fue instalado en los seis destructores de la clase Serrano, en el BMS “Araucano” y otras unidades navales. Posteriormente fueron empleados en la defensa de las costas, especialmente en la zona sur del país

Funcionamiento de una Torre.

A mediados de la dácada del 20, la aviación presentó una nueva amenaza para los buques de superficie. A consecuencia de esto se desarrollaron nuevas armas para enfrentarla, los cañones antiaéreos. El acorazado “Almirante Latorre” contó con montajes Vickers de 3” de gran ángulo, la primera batería antiaérea eficiente de la Armada. Montajes similares se emplearon en los destructores de la clase Serrano.
Hasta la década del 50 la Armada estuvo sin incorporar nuevas tecnologías en su armamento. Esto varió sustancialmente con la adquisición de naves de procedencia norteamericana. La principal de estas fueron los dos cruceros de la clase Brooklyn, “Prat” y “O'Higgins” que contaban con cinco torres triples con cañones de 6 pulgadas. Además tenían 8 piezas de 5” Mk 28 doble propósito: contra blancos de superficie o aéreos y varios montajes cuádruples de 40 mm, antiaéreos de gran volumen de fuego controlados por directores. 

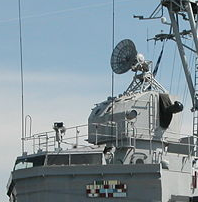
Director Mk 37 de los destructores clase Fletcher

En esos años llegaron los cañones de 5”/38 en torres simples y dobles. Los destructores clase Fletcher, “Blanco Encalada” y “Cochrane” poseían 4 torres simples y los destructores de la clase Charles Lawrence, “Uribe”, “Serrano”, “Orella” y “Riquelme” un montaje simple cada uno. Las torres dobles de 5”/38 estaban montadas en los destructores clase Allen M. Sumner, “Portales” y “Zenteno”, eran tres torres por buque. Estas torres simples y dobles, eran doble propósito y constituín la batería principal de las naves. Los destructores clase Fletcher tenían tres montajes dobles de 3” o 76 mm como parte de su batería antiaérea. El montaje simple de este calibre constituyó el armamento principal de varios buques auxiliares tales como los patrulleros de la clase Maricopa y los de la clase Cherokee.
A fines de la década del 50 se construyeron en Inglaterra dos destructores de la clase Almirante, “Williams” y “Riveros” equipados con cuatro montajes simples con cañones Vickers de 4”/62. Montajes automáticos que les daban una muy buena cadencia de fuego. Estas naves también tenían montajes simples de 40/70 de fabricación sueca.